# Поляковский, Адольф Казимирович
Адольф Казимирович Поляковский (1901, Липовка, Киевская губерния — 11 декабря 1973, Свердловск) — Герой Социалистического Труда (1962), управляющий трестом «Уралэнергострой» Министерства строительства электростанций СССР Свердловской области, Заслуженный строитель РСФСР.

## Биография
Родился в 1901 году в селе Липовка (ныне — Макаровский район Киевской области, Украина).
Окончил вечернее отделение Киевского политехнического института.
Работал строителем в городе Белая Церковь Украинской ССР. С 1930-х годов работал строителем, затем инженером в 1947—1950 годах, управляющим треста «Уралэнергострой» в 1956—1973 годах. Участвовал в сооружении Орской ТЭЦ-1, Красногорской ТЭЦ, Челябинской ГРЭС, Серовской ГРЭС, Нижнетуринской ГРЭС, Южноуральской ГРЭС, Среднеуральской ГРЭС, Егоршинской ГРЭС, Закамской ГРЭС, Березниковской ТЭЦ-10, Кармановской ГРЭС, Пермской ГРЭС, Тюменской ТЭЦ-1, Верхнетагильской ГРЭС, Петропавловской ТЭЦ-2, Омской ТЭЦ-3, Рефтинской ГРЭС и Сургутской ГРЭС-1.
Был членом Свердловского обкома КПСС, депутатом Свердловского областного Совета депутатов трудящихся.
Скончался 11 декабря 1973 года в Свердловске, похоронен на Широкореченском кладбище.

### Семья
Был женат.
Дочь Маргарита (1933—2020) — византинист, профессор Уральского университета, заслуженный деятель науки Российской Федерации (1997).
Сын Всеволод (1954-2021), строитель.

## Память
25 января 2013 года была открыта мемориальная доска в честь Героя Социалистического Труда Адольфа Казимировича Поляковского на здании «Уралэнергострой».

## Награды
За свои достижения был награждён:
- орден Октябрьской революции;
- орден Трудового Красного Знамени;
- орден Ленина;
- 1967 — звание Заслуженный строитель РСФСР;
- 20.09.1962 — звание Герой Социалистического Труда с золотой медалью Серп и Молот и орден Ленина.